# Тапъяун
Тапъяун, Тапъёган, Тапъявун (устар. Тап-Яун) — река в России, протекает по территории Сургутского района Ханты-Мансийского автономного округа. Устье реки находится в 105 км от устья реки Пим по левому берегу. Высота устья — 45,5 м над уровнем моря. Длина реки — 76 км, площадь водосборного бассейна — 630 км².

## Притоки
- 14 км: Нёухъяун (лв)
- 45 км: Коръяун (пр)

## Данные водного реестра
По данным государственного водного реестра России относится к Верхнеобскому бассейновому округу, водохозяйственный участок реки — Обь от города Нефтеюганск до впадения реки Иртыш, речной подбассейн реки — Обь ниже Ваха до впадения Иртыша. Речной бассейн реки — (Верхняя) Обь до впадения Иртыша.